# Cleidogona secreta
Cleidogona secreta är en mångfotingart som beskrevs av Ottis Robert Causey 1957. Cleidogona secreta ingår i släktet Cleidogona och familjen Cleidogonidae. Inga underarter finns listade i Catalogue of Life.